# Экслибрис игумена Досифея
Вязь использовалась и в книжных знаках — экслибрисах, которые показывали владельцев книг. Наиболее ранние находки экслибрисов относятся к концу XV — началу XVI в. При просмотре рукописных книг знаменитой библиотеки Соловецкого монастыря на некоторых из них были обнаружены рукописные книжные знаки, относящиеся к 1493—1494 гг. Основателем книжного знака там стал игумен Досифей. Из первой буквы своего звания — буквы С — он сделал «оправу», в которую вязью вписал своё звание и имя в родительном падеже. Это самый первый русский экслибрис.
Другой более изящный вариант этого экслибриса представлен на нижнем рисунке.

## Примечание
1. ↑  Вероятно, это интерпретация середины XX века.